# Canale Cavour
Il canale Cavour (in piemontese canal Cavour) è un canale artificiale costruito a supporto dell'agricoltura (in particolare della coltura del riso) che trae origine dal Po a Chivasso e termina scaricandosi nel Ticino nel comune di Galliate.
La sua lunghezza totale è pari a quasi 83 km; tra i corsi d'acqua artificiali italiani è il terzo per lunghezza, dopo il canale Emiliano Romagnolo ed il canale Villoresi. All'imbocco ha una portata massima di 110 m³/s, che ad est del Sesia si riduce ad 85 m³/s. 
Il nome ricorda Camillo Benso di Cavour, che ne fu tra i promotori.

## Percorso

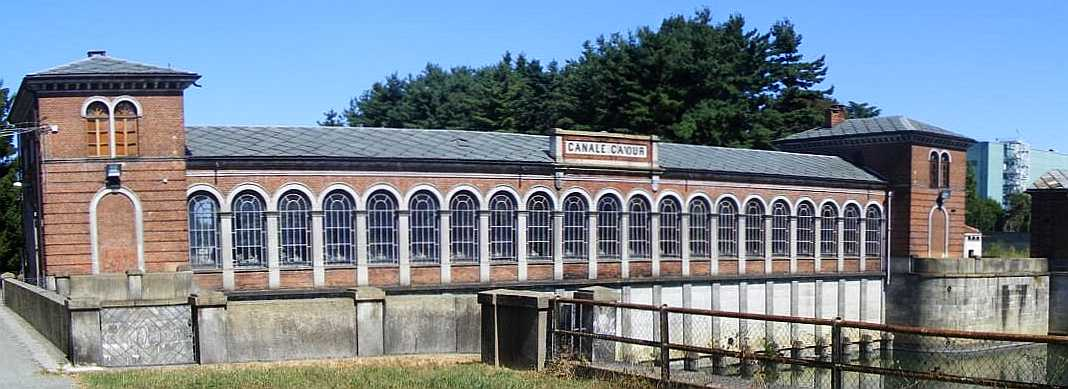
La chiavica d'imbocco a Chivasso

L'incile del canale (l'opera di presa delle acque del fiume Po) è situato circa 200 metri ad est del ponte di Chivasso sulla sinistra idrografica del fiume, a circa 400 metri a valle del ponte stradale che collega Chivasso con la collina. La bocca di presa, larga sul fondo 40 metri, è pavimentata per i primi 460 metri con ciottoloni e calcestruzzo e per gli ultimi 40 metri, più vicino all'edificio di presa, con lastroni di pietra e calcestruzzo.
Dopo circa 600 metri si incontra la chiavica d'imbocco, ovvero l'edificio che ospita le paratoie destinate a regolare la portata del canale. 
Un breve canale scolmatore situato a monte delle paratoie permette la restituzione delle acque in esubero al Po.
Dopo alcuni chilometri in direzione est il canale Cavour sovrappassa la Dora Baltea con un ponte canale e ne riceve poco dopo l'apporto idrico che gli giunge grazie al Canale Farini, il quale a sua volta capta le acque della Dora nei pressi di Saluggia. L'apporto idrico della Dora Baltea, che ha un regime idrologico caratterizzato da piene estive e magre invernali (l'esatto opposto del Po), è essenziale soprattutto in estate in quanto supplisce alle gravi carenze di portata del Po in quella stagione.
Il canale Cavour si dirige poi decisamente verso nord-est e nella zona di Lamporo entra nell'area risicola del basso vercellese.

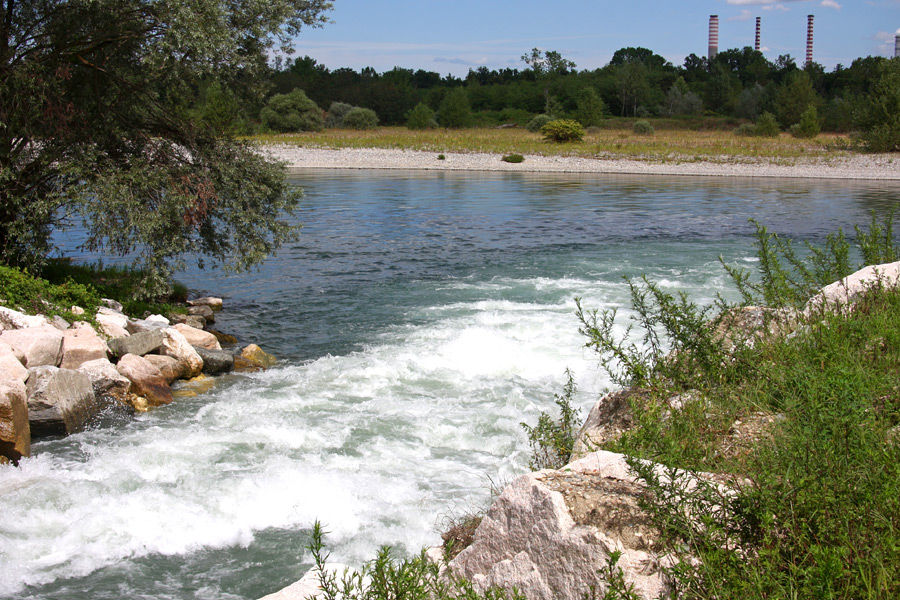
Lo sbocco del canale nel Ticino

Dopo aver attraversato i torrenti Elvo e Cervo la sua direzione prevalente ritorna ad essere verso est. Superato il Sesia, entra in provincia di Novara dove, presso Recetto, riceve le acque del diramatore Alto Novarese. Il canale passa poi a nord del capoluogo, dove in località Veveri riceve il canale Regina Elena e immediatamente dopo origina il diramatore Quintino Sella. Oltrepassato il Terdoppio, si dirige verso Galliate, dove si divide ulteriormente nel diramatore Vigevano e si getta infine nel Ticino ad 85 km di distanza dal proprio imbocco, notevolmente ridotto di portata.
Nel suo lungo tragitto il canale supera i vari corsi d'acqua naturali che attraversano la pianura risicola grazie ad una serie di importanti manufatti idraulici, i più rilevanti dei quali sono:
- tombe a sifone che consentono il sottopasso di Elvo, Sesia, Agogna e Terdoppio;
- ponti canale che consentono il sovrappasso di Dora Baltea, Cervo, Rovasenda e Marchiazza.[4]

## Storia

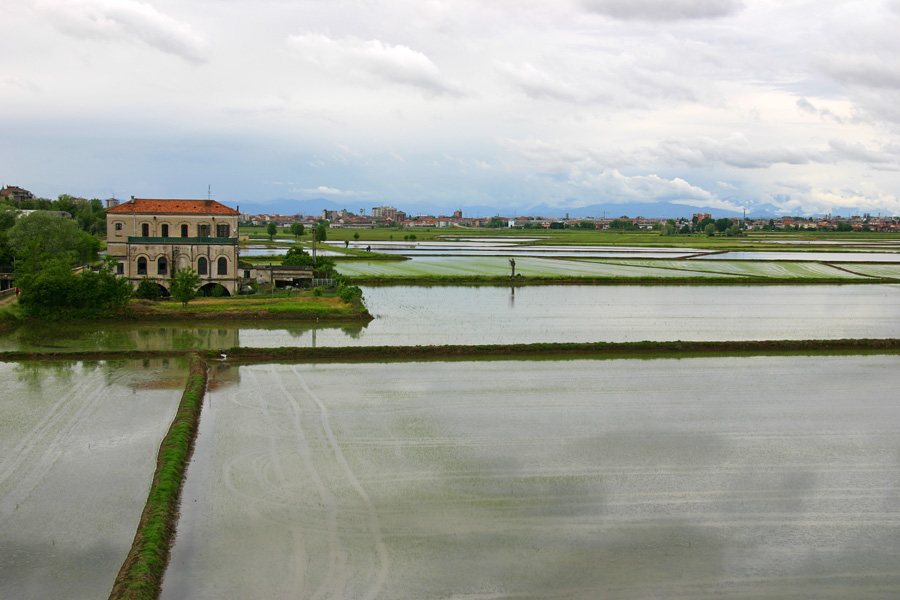
Risaie allagate a sud di Novara

L'agrimensore vercellese Francesco Rossi fu il primo che negli anni quaranta del XIX secolo ne ideò la realizzazione. Il canale avrebbe dovuto avere origine dal Po all'altezza di Crescentino. Il primo progetto fu abbandonato, probabilmente perché il tracciato avrebbe attraversato i terreni di proprietà del conte di Cavour, ma l'idea fu mantenuta, e successivamente l'opera fu affidata nel 1852 all'ingegnere Carlo Noè dall'allora presidente del Consiglio dei ministri del Regno di Sardegna, il conte Camillo Benso di Cavour. Il progetto di Carlo Noè prevedeva la nascita del canale molto più a monte, a Chivasso, per consentire in tal modo di irrigare una porzione molto più vasta di pianura, comprendente anche il medio Vercellese, il Novarese e la Lomellina, anche se ciò avrebbe complicato la progettazione, dovendosi attraversare due grandi fiumi, la Dora Baltea ed il Sesia. Il progetto di Carlo Noè fu approvato dal Parlamento Italiano nel 1862. La sua effettiva realizzazione avvenne su impulso dei ministri Quintino Sella e Gioacchino Pepoli tra il 1863 e il 1866, dopo la proclamazione del Regno d'Italia e la morte di Cavour, e costò all'incirca 45.000.000 di lire.
Il canale Cavour è un'opera che desta meraviglia sia per la rapidità di costruzione, sia per la perfezione costruttiva ottenuta impiegando solo mattoni e pietre. Oggi, nonostante l'evoluzione tecnologica, un'opera simile richiederebbe certamente tempi più lunghi: basti pensare che per gli attraversamenti di strade e corsi d'acqua furono costruiti ben 101 ponti, 210 sifoni e 62 ponti-canale. Si può affermare che per parecchi decenni il canale Cavour fu il fiore all'occhiello dell'ingegneria idraulica italiana ed europea, tanto che viene ancora considerato la più grande opera di ingegneria idraulica mai compiuta in Italia.
Fino al 1977 la gestione fu affidata all'Amministrazione generale dei canali demaniali d'irrigazione, che attraverso la concessione temporanea si avvaleva della collaborazione dei consorzi di utilizzatori finali delle province di Vercelli e di Novara, rispettivamente Ovest Sesia ed Est Sesia.

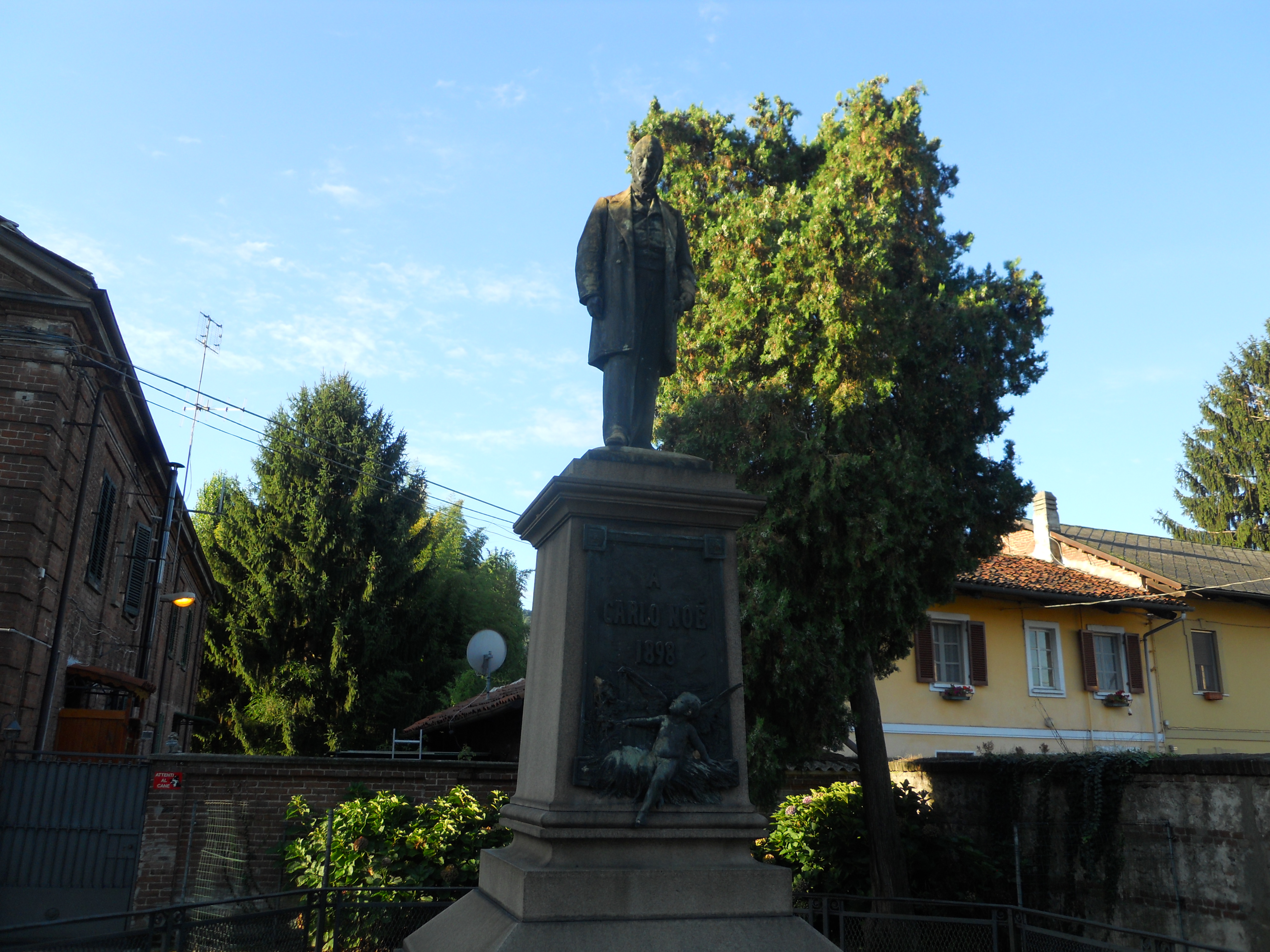
Monumento a Carlo Noè a Chivasso

La legge 984 del 27 dicembre 1977 ("legge Quadrifoglio") stabilì il trasferimento della competenza sui canali demaniali alle Regioni (in questo caso Regione Piemonte).
Tra i due consorzi venne inoltre costituita la Coutenza Canali Cavour. Questo ente ha la sede amministrativa a Novara e quella legale a Vercelli, e, oltre che del canale Cavour, si occupa della gestione degli altri canali di interesse comune presenti nell'area.

Per ricordare nel tempo il progettista del canale, il 16 ottobre 1898 fu inaugurato un monumento a Carlo Noè, eseguito dallo scultore Francesco Porzio e collocato a Chivasso, sul piazzale a ponente della chiavica di imbocco.
All'inizio dell'Ottocento, seguendo la medesima esigenza di risistemazione delle acque, furono concepite e solo molto più tardi realizzate la Botte napoleonica, che sottopose il corso del canale Burana al letto del fiume Panaro, e il Cavo Napoleonico, o scolmatore del fiume Reno, in Emilia-Romagna.
Durante l'alluvione che ha colpito l'alto Piemonte nel mese di ottobre 2020 il manufatto del ponte-canale che permette il superamento del torrente Cervo è stato gravemente lesionato dall'ondata di piena di quest'ultimo. 

### Il sifone sotto la Sesia

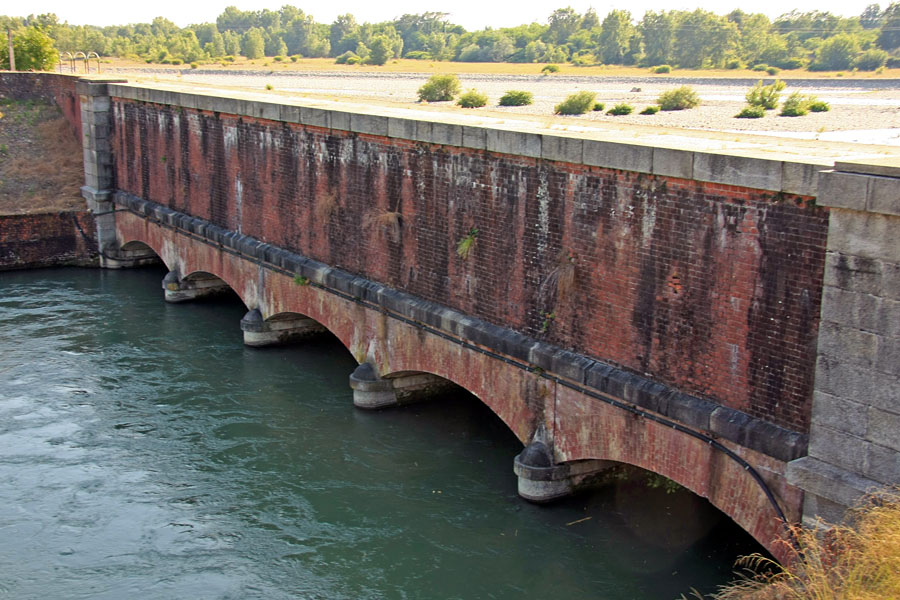
L'uscita dal sottopasso del fiume Sesia

Le acque del Cavour scorrono per circa 256 metri sotto al fiume Sesia, al confine tra Greggio e San Nazzaro Sesia. Il sifone rappresenta il più importante manufatto idraulico presente sul canale. Fu realizzato tra novembre e dicembre 1864.

## Comuni attraversati
Il canale Cavour attraversa il territorio di 23 comuni, tutti compresi nella regione Piemonte.
- in provincia di Torino: Chivasso e Verolengo;
- in provincia di Vercelli: Saluggia, Lamporo, Livorno Ferraris, Bianzè, Tronzano Vercellese, Crova, San Germano Vercellese, Santhià, Casanova Elvo, Formigliana, Balocco, Villarboit, Albano Vercellese e Greggio;
- in provincia di Novara: Recetto, Biandrate, Vicolungo, San Pietro Mosezzo, Novara, Cameri e Galliate.

## Galleria d'immagini

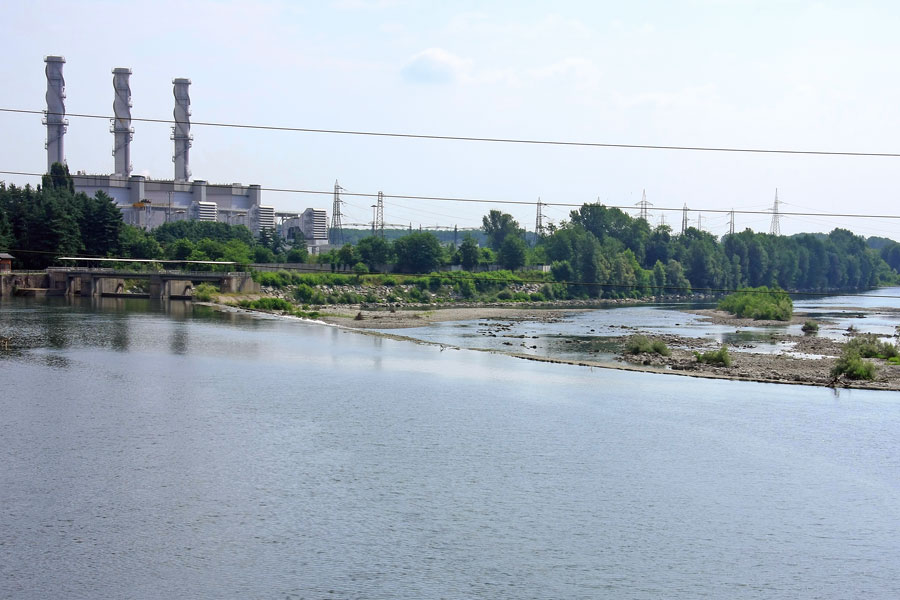
Il bacino sul Po che origina il canale a Chivasso
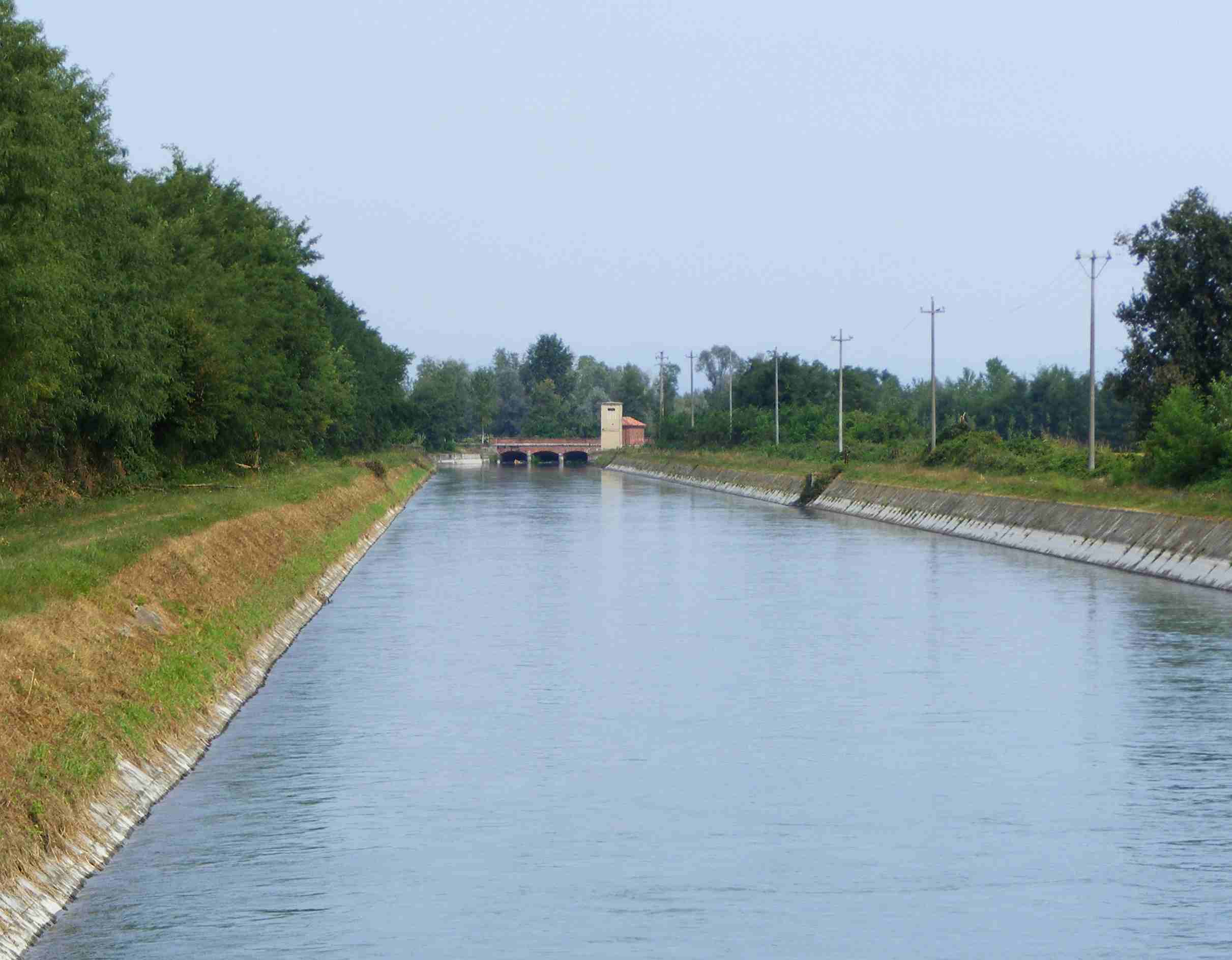
La tomba a sifone di Vettignè
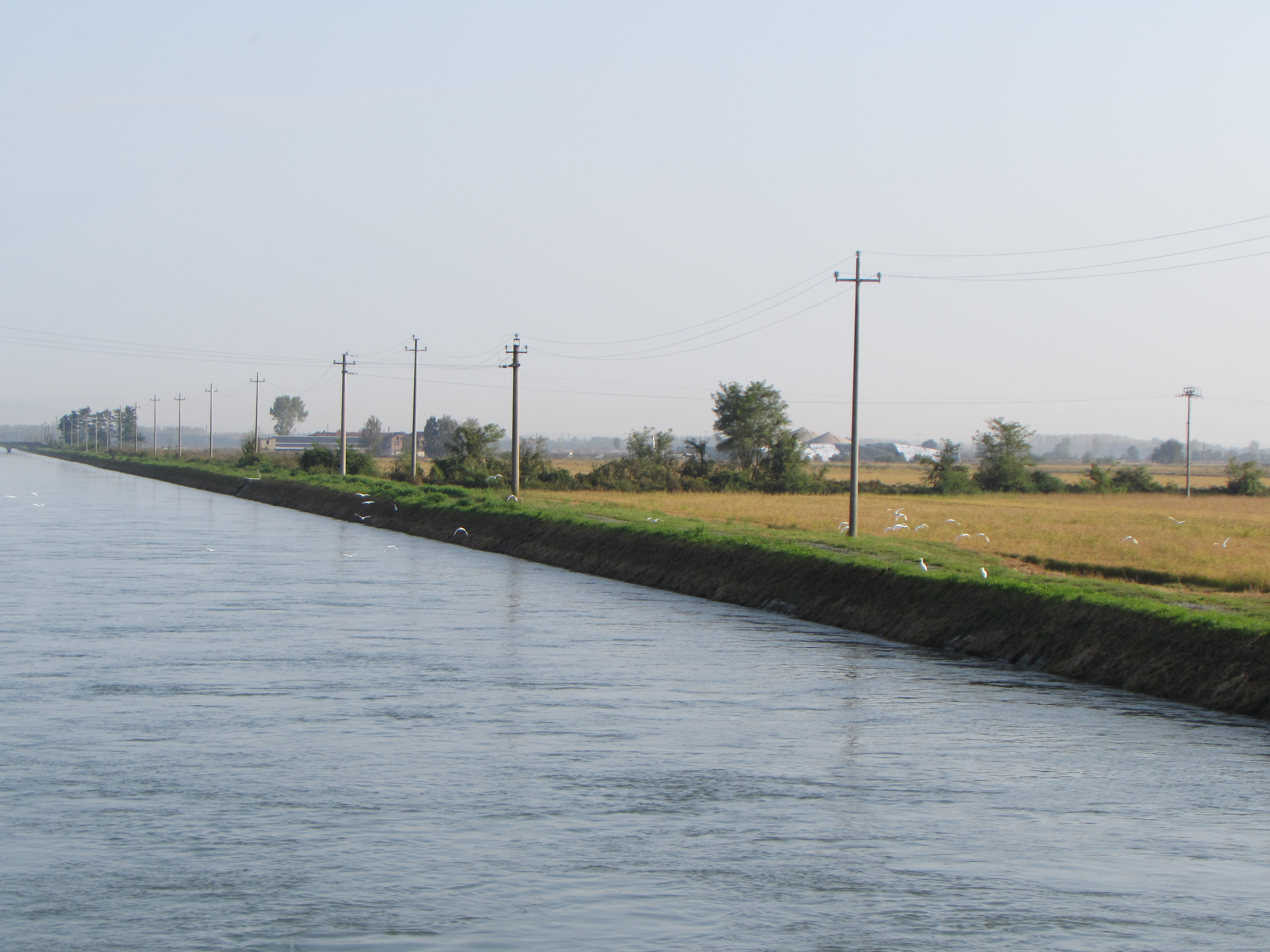
Il canale nei pressi di San Germano Vercellese
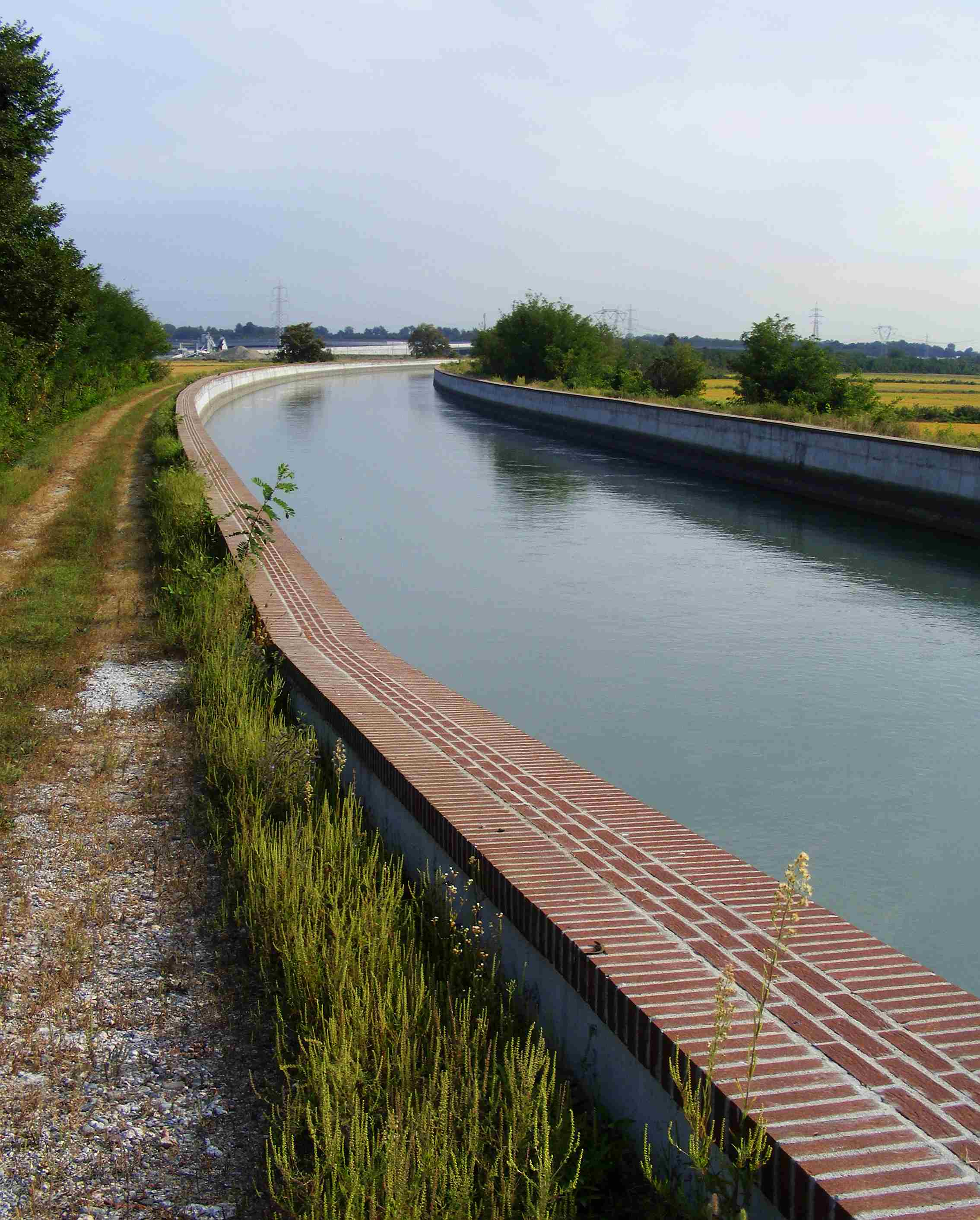
Il canale nei pressi di Balocco
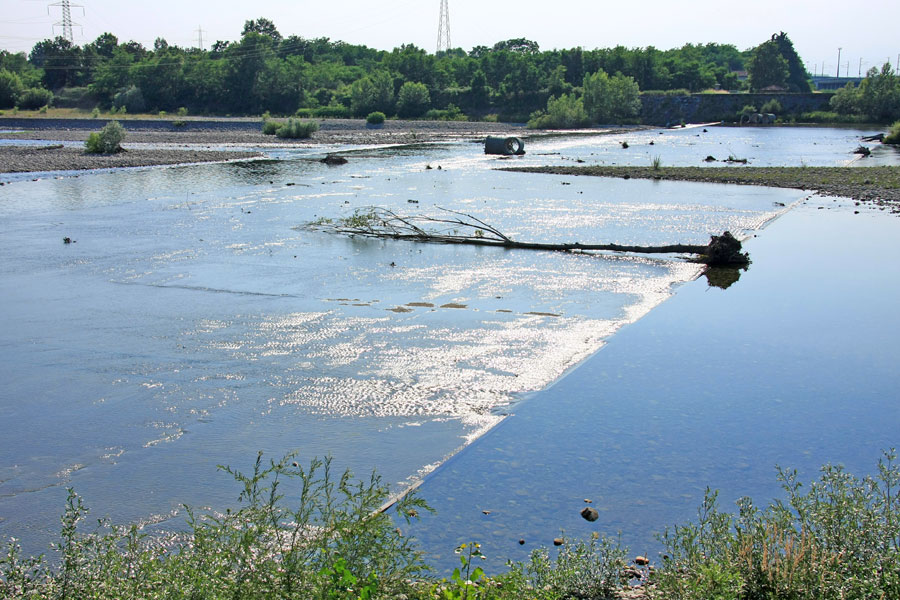
Il passaggio sotto il fiume Sesia
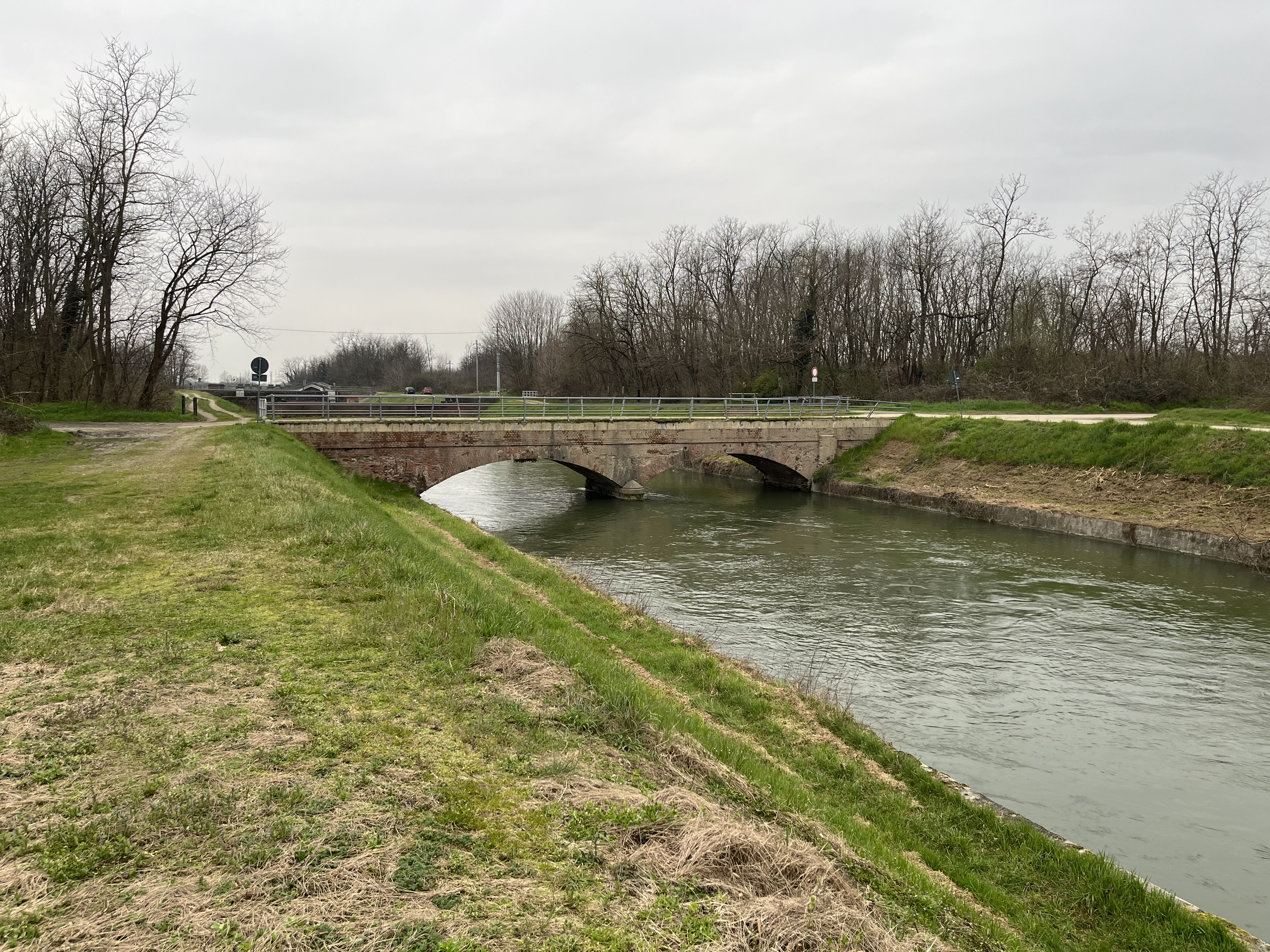
Il tratto presso Vignale
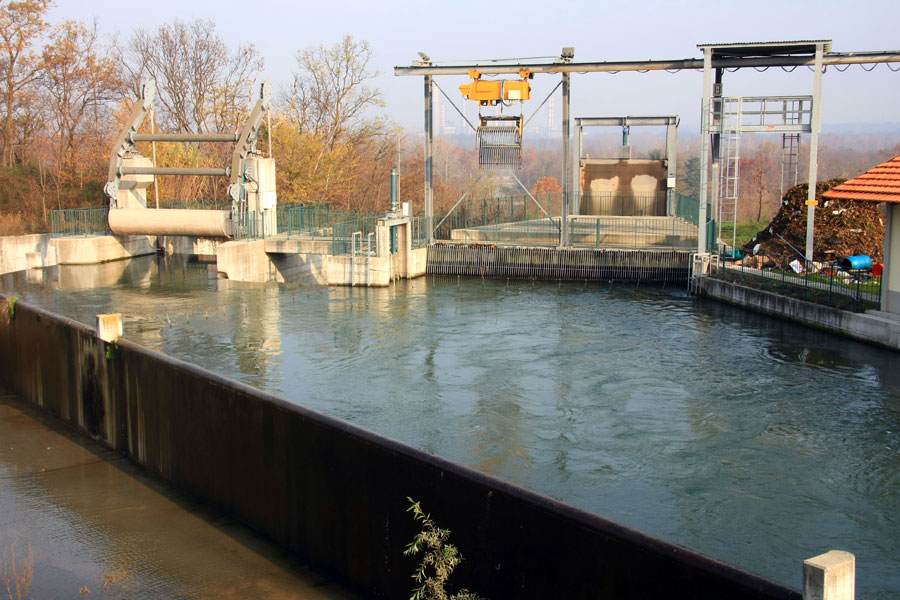
Centrale idroelettrica a Galliate, al termine del percorso